# Château de la Dobiais
Le château de la Dobiais est un édifice de la commune de Saint-Jean-sur-Couesnon, dans le département d’Ille-et-Vilaine en région Bretagne. 

## Localisation
Le château se trouve au nord-est du département et au sud du bourg de Saint-Jean-sur-Couesnon.

## Historique
Le manoir possède deux corps de logis datant respectivement des XVIe et XVIIe siècles. 
Les vestiges du château sont inscrits au titre des monuments historiques depuis le 15 décembre 1926,,.

## Architecture
L'élément le plus remarquable est le portail monumental sculpté à deux arches. L'arche principale est surmontée par les armes de la famille Gédouin « d'argent à un corbeau de sable » et de ses alliances, timbrées d'un casque et soutenues par deux lions.